# Галерейная улица (Феодосия)
Галерейная — улица в Феодосии, одна из центральных улиц и главных туристических маршрутов города, от проспекта Айвазовского до улицы Любы Самариной.

## История

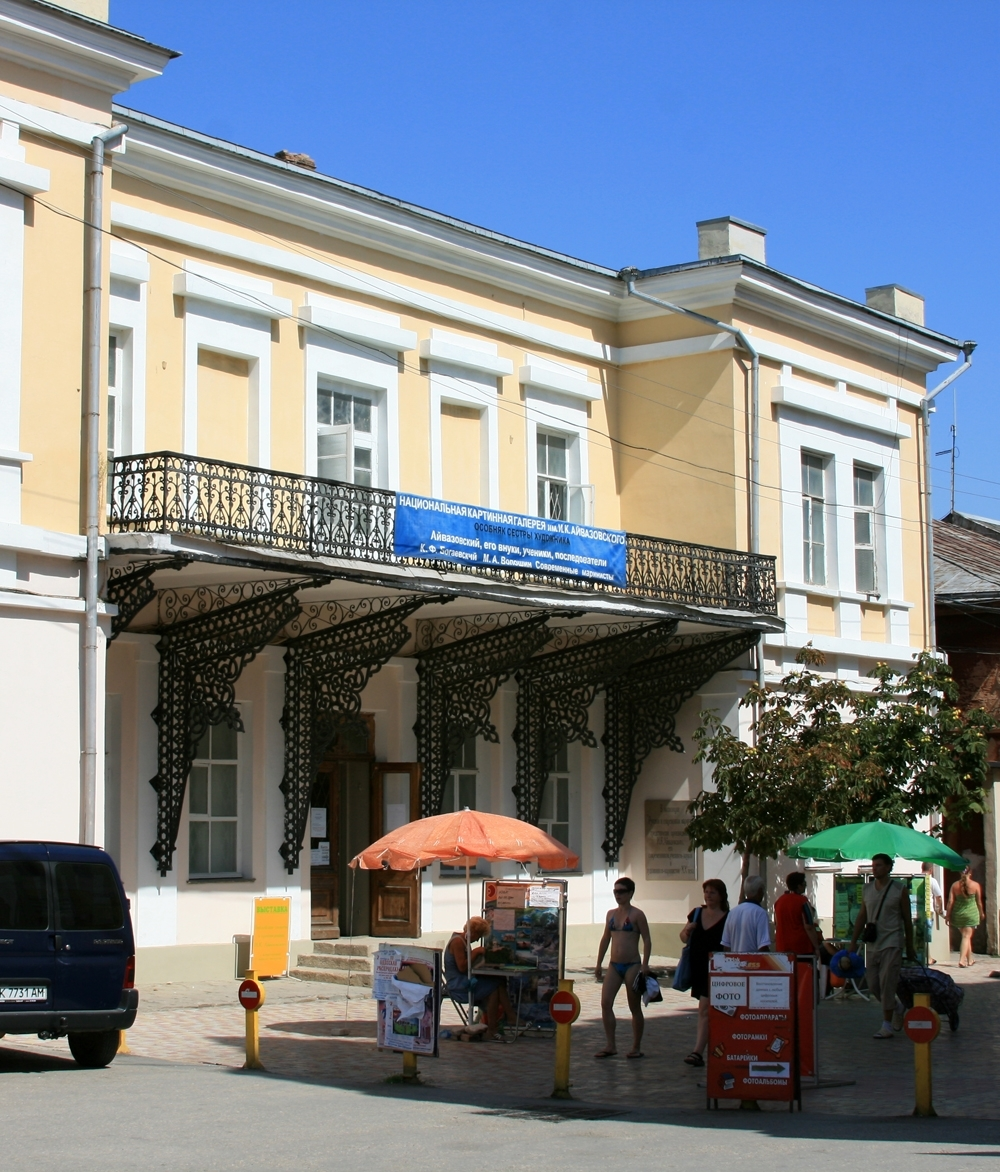
Картинная галерея имени И. К. Айвазовского.
Фасад по улице Галерейная

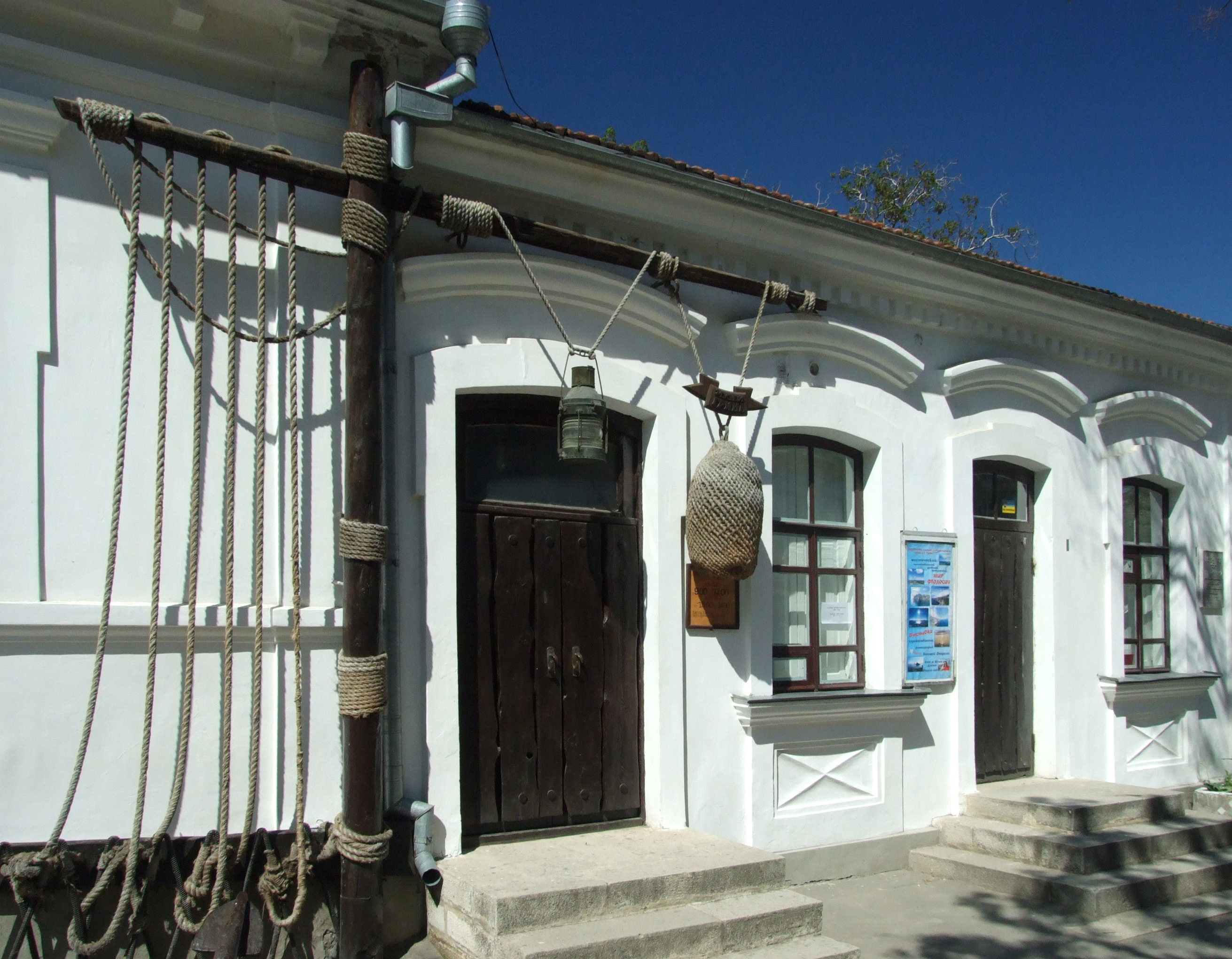
Литературно-мемориальный музей Александра Грина.
Фасад по улице Галерейная

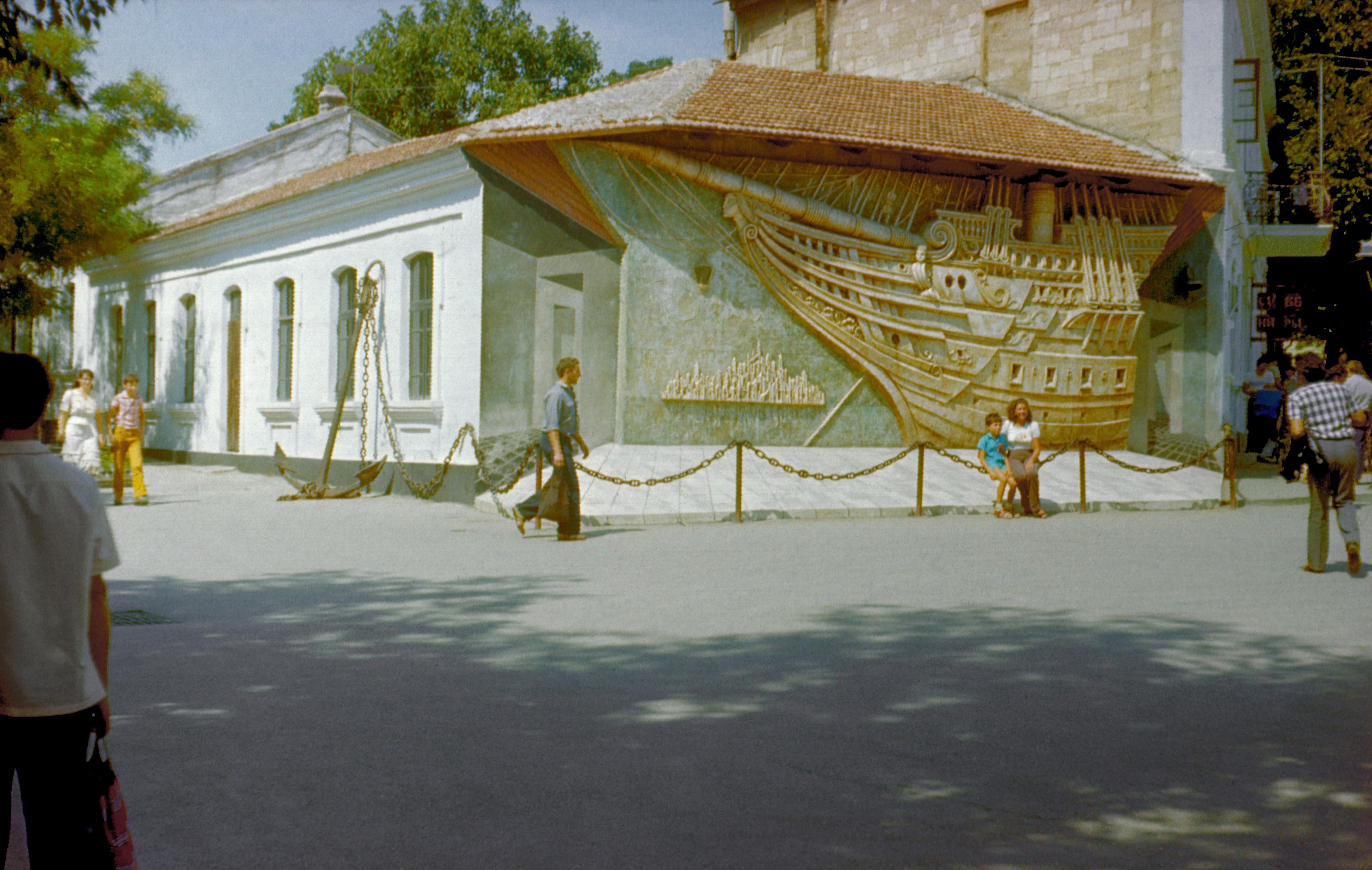
панно «Бригантина»

По утверждённому российским императором Александром I плану города Феодосии (1817) местность в районе современной Галерейной улицы именовалась военным форштатом. До середины XIX века она представляла собой городскую окраину, здесь протекала река (по линии современных улиц Галерейная—Русская), в жаркое время пересыхающая, которая отделяла город, находившийся южнее, от сельскохозяйственных предместий и дач.
К началу 1850-х годов живший в Феодосии И. К. Айвазовский построил на загородной территории на берегу реки при её впадении в море собственный дом в стиле загородных вил эпохи Возрождения.
Улица стала центром феодосийской культуры и современное название получила в связи со строительством в начале улицы в 1880 году И. К. Айвазовским на принадлежавших ему землях феодосийской картинной галереи (ныне — картинная галерея имени И. К. Айвазовского). Здесь в гостях у художника бывали композиторы и музыканты Антон Рубинштейн, Генрих Венявский, певцы Николай и Медея Фигнер, актёры Константин Варламов, Николай Сазонов, выступавшие в выставочном зале галереи. Ещё гимназистом на концерте в доме читал «Пульчинеля» А. Майкова М. Волошин (1897). В ночь на 20 апреля [3 мая] 1900 года Иван Константинович скоропостижно скончался в этом доме (пришедший по раздавшемуся во втором часу ночи звонку лакей нашёл художника лежащим поперёк кровати, почти без признаков жизни. На столе лежал намоченный компресс: вероятно, Айвазовский клал себе на голову компрессы, но это не помогло).
В связи с большой ролью Айвазовского в судьбе этой улицы горожане уже при жизни художника называли её улицей (переулком) Айвазовского. Это же название приведено в путеводителе по Крыму Г. Г. Москвича (1910).
В 1824 году Александр I пожаловал французскому барону Александру Карловичу Боде из феодосийских земель (в районе конца современной Галерейной улицы) большое имение, где тот устроил плантации винограда, построил усадьбу-дачу, положив начало Феодосийскому винному заводу (в усадьбе сейчас располагается административный корпус завода).
На углу с Лазаретной (ныне — Куйбышева) улицей в начале XX века существовала почтовая контора, феодосийский почтамт и теперь располагается на этом месте, в д. № 9.
Лазаревская улица получила своё название в связи с располагавшимся поблизости морским лазаретом 52-го Виленского полка. В примыкающем к Галерейной улице районе за Лазаревской улицей (Солдатской Слободке) располагались еврейские религиозные учреждения — Новая Хоральная синагога (в советское время перестроенная под Дом офицеров флота), еврейское начальное училище «Талмуд-Тора» (в советское время — школа № 19).
В доме № 8 с 1924 по 1929 год жил и работал писатель А. С. Грин. Литературно-мемориальный музей писателя в этом доме был открыт 9 июля 1970 года. В 1981 году по проекту С. Г. Бродского, А. С. Бродского и И. В. Уткина на боковом фасаде дома (выходящего на улицу Русская) было выполнено панно «Бригантина» в память созданного творчеством Грина волшебного, связанного с морем, мира.
Во время Великой Отечественной войны галерея Айвазовского избежала попадания бомб и крупных снарядов, но к 1944 году в здании были выбиты окна и двери, разрушена кровля, утрачен её знаменитый стеклянный купол главного зала. Коллекция картин сохранилась благодаря эвакуации в Краснодар, а затем в Ереван. В мае 1946 года после ремонтно-восстановительных работ галерея была вновь открыта для посещения.

## Достопримечательности

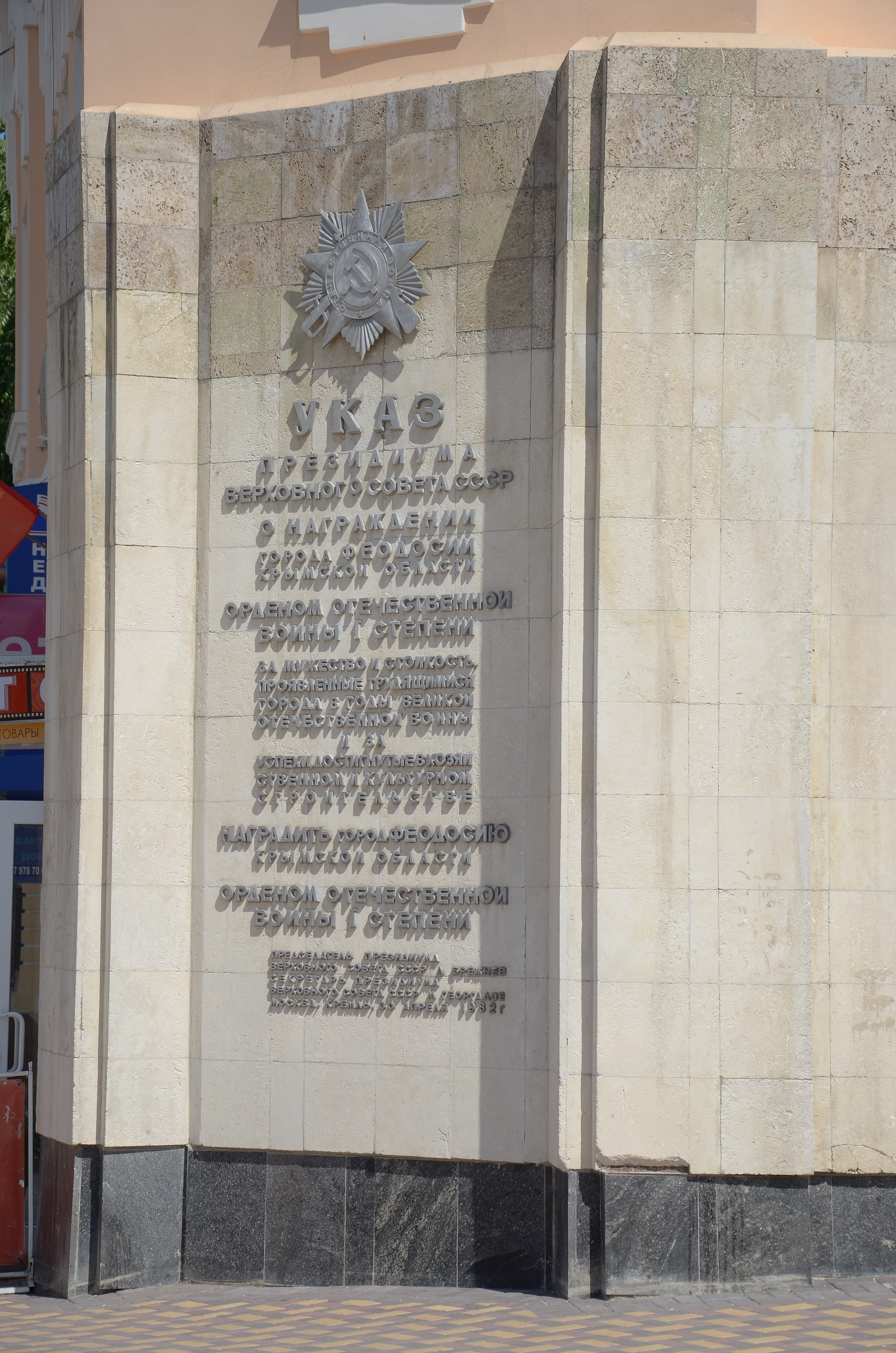

д. 2 — Национальная картинная галерея имени И. К. Айвазовского
д. 4 — Бывший дом Екатерины Константиновны Мазировой
д. 8 — Литературно-мемориальный музей Александра Грина (Феодосия)
на д. 3/1 установлена памятная доска с текстом Указа Президиума Верховного Совета СССР о награждении Феодосии орденом Отечественной войны 1-й степени

## Современность
Участок от проспекта Айвазовского до улицы Куйбышева полностью превращен в пешеходную зону, вместе с проспектом Айвазовского и набережной составляет центральную туристическую зону Феодосии.
В начале 2010-х годов в начале улицы построен развлекательный клуб «Аркадия».